# هنری القانیان
هنری القانیان (زاده ۲ اوت ۱۹۴۰) یک توسعه دهنده املاک و مستغلات آمریکایی است که هم-بنیانگذار و رئیس فعلی هیئت مدیره شرکت توسعه راکروز (به انگلیسی: Rockrose) است.

## سنین جوانی و تحصیل
هنری القانیان با نام هوشنگ القانیان (در تاریخ ۲ اوت ۱۹۴۰ برابر ۱۱ مرداد ۱۳۱۹ )   در یک خانواده یهودی در ایران متولد شد. پدر او، نورالله، متعلق به یک خانواده برجسته تولیدی در ایران در زمان شاه بود و همچنین درگیر تجارت و واردات و صادرات بود. عموی وی، حبیب القانیان، در سال ۱۹۷۹ اعدام شد. در سال ۱۹۴۵، پدرش خانواده را به نیویورک در آمریکا منتقل کرد و در آنجا در املاک و مستغلات سرمایه‌گذاری کرد. هنری سه برادر دارد: کامران توماس (متولد ۱۹۴۵)، فردریک (متولد ۱۹۴۹) و جفری (متولد ۱۹۵۵). و یک خواهر، لیلی (متولد ۱۹۴۴). هنری با مدرک لیسانس از کالج همیلتون، MBA از مدرسه کسب و کار کلمبیا، و JD از مدرسه حقوق دانشگاه نیویورک فارغ‌التحصیل شد. او در حالی که در دانشکده حقوق بود، به عنوان یک نماینده اجاره املاک و مستغلات کار کرد.

## حرفه
او و دو برادر بزرگترش در سال ۱۹۷۰، با ۱۰۰۰۰۰ دلار سرمایه مرحله کشت ایده از پدر شان، یک ساختمان دارای شش آپارتمان در دهکده گرینویچ را بازسازی کردند اما با فروپاشی بازار تقریباً سرمایه‌گذاری خود را از دست دادند. پس از رونق بازار، آنها مجدداً در ساختمان‌های بزرگتر در قسمت آپر وست ساید و بروکلین هاینس سرمایه‌گذاری و ریفایننس کردند از جمله در برج‌های ۳۳۷ واحدی ترتل بی، بایگانی تاریخی ۴۷۹ واحدی در دهکده غربی، که آنها را به واحدهای آپارتمانی اعیانی تبدیل کردند، ساختمان چدنی؛ و برج هال کارنگی برادران مسئولیت‌های خود را تقسیم کردند و هنری که وکیل بود مسئول امور مالی شد فرد که مهندس بود مسئول ساخت و ساز شد؛ و تام که دانش آموخته دانشکده تجارت ییل و هاروارد بود مسئول توسعه و جمع‌آوری شد. جفری، برادر کوچکتر هنری، بعداً به عنوان معمار به این شرکت پیوست.